# Eugeniusz Tromszczyński
Eugeniusz Tromszczyński (ur. 22 sierpnia?/3 września 1894 w Porieckoje, zm. 7 lutego 1922 w Warszawie) – porucznik pilot obserwator Wojska Polskiego, kawaler Orderu Virtuti Militari.

## Życiorys
Syn Wiktora i Jadwigi. W 1914 roku zdał maturę w Warszawie i 15 października 1915 r. został powołany do odbycia służby w wojsku carskim. Służbę rozpoczął w kawalerii, następnie został skierowany szkoły oficerskiej. Po jej ukończeniu został skierowany na Front Wschodni. W 1917 roku został skierowany na kurs obserwatorów, po jego ukończeniu służył w 3 oddziale niszczycielskim, następnie w 25 oddziale korpuśnego lotnictwa. Od 3 stycznia 1918 roku służył w oddziale awiacyjnym I Korpusu Polskiego w Rosji.
26 maja 1918 roku, przewidując rozbrojenie Korpusu przez Niemców, uciekł do Murmańska na pokładzie samolotu Ilja Muromiec, a następnie przedostał się do Francji i wstąpił do armii Hallera. Otrzymał przydział do 10 pułku strzelców polskich, gdzie służył jako dowódca kompanii. Został skierowany na szkolenie w szkole obserwatorów lotniczych w Reine La Chapell, które ukończył w listopadzie 1918 roku. Następnie otrzymał przydział do 66 eskadra breguetów w charakterze obserwatora. W składzie tej jednostki powrócił do Polski na 16 maja 1919 roku.
Został skierowany na pierwszy kurs obserwatorów w Oficerskiej Szkole Obserwatorów Lotniczych, który ukończył 19 września 1919 roku. 25 września 1919 roku minister spraw wojskowych mianował go obserwatorem z prawem noszenia odznaki obserwatora na czas pełnienia służby w Wojskach Lotniczych.

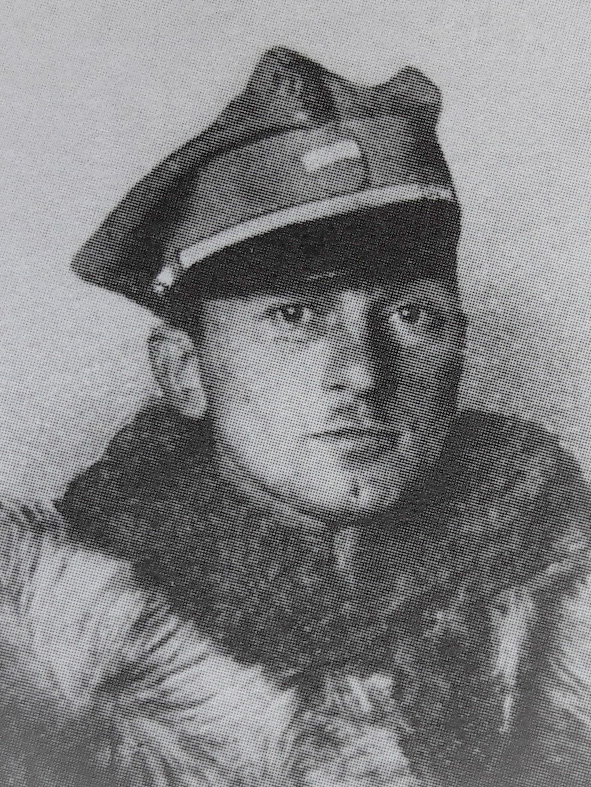
Tromszczyński Eugeniusz por. pilot (1920)

Po ukończeniu kursu w OSOL otrzymał przydział do 4 eskadry wywiadowczej, w jej składzie wykonywał liczne loty bojowe na Froncie Litewsko–Białoruskim. W tym czasie latał głównie w załodze z por. pil. Antonim Sielickim na samolocie Breguet XIVB2 o numerze bocznym „9”.
19 lutego 1920 roku otrzymał polecenie od gen. Stanisława Szeptyckiego przeprowadzenia rozpoznania na trasie Wilno–Wiłkomierz–Janów–Koszedary–Wilno. 8 marca 1920 roku wystartował na zadanie rozpoznania umocnień Kowna, ale z powody złej pogody i silnego ognia przeciwlotniczego wojsk litewskich nie wykonał zadania. 18 kwietnia 1920 roku prowadził rozpoznanie w okolicy Połocka i Witebska oraz rozrzucił nad Witebskiem ulotki. Po południu tego samego dnia polska załoga poleciała nad Bieszenkowicze, gdzie też rozrzuciła ulotki. 20 kwietnia polecieli nad Połock i Kazimierzowo, gdzie Tromszczyński rozrzucił 16 paczek ulotek.
24 kwietnia 1920 roku wykryli i zaatakowali bombami nieprzyjacielski balon obserwacyjny w rejonie Połoty. Atak okazał się nieskuteczny, a polska załoga zaatakowała rozpoznane w tym rejonie oddziały lądowe Armii Czerwonej. Kolejny atak na balon został przeprowadzony 25 kwietnia i doprowadził do jego uszkodzenia. 26 maja 1920 roku, również w załodze z por pil. Antonim Sielickim, przeprowadził rozpoznanie mostów na rzekach: Dźwina, Dryssa i Desna. Lot był ryzykowny z uwagi na dużą odległość (400–500 km nad terenem zajętym przez nieprzyjaciela) oraz stan techniczny samolotu, którego silnik był bardzo wyeksploatowany. Pomimo tego załoga wykonała powierzone im zadanie i dostarczyła polskim sztabowcom dokładne zdjęcia wskazanych obiektów.
W maju 1920 roku został przeniesiony do 10 eskadry wywiadowczej, w jej składzie wziął udział w bitwie warszawskiej. 18 sierpnia 1920 roku, w załodze z pilotem plut. Erykiem Szwencerem,  wyróżnił się podczas ataku na wycofujące się oddziały Armii Czerwonej. Na drodze Sokołów Podlaski–Siedlce–Drohiczyn zaatakował kolumnę przeciwnika, którą zbombardował i ostrzelał z broni pokładowej. Ich samolot został trafiony osiemnastokrotnie, uszkodzony został silnik i przestrzelony zbiornik z paliwem. Lądowali przymusowo w okolicy wsi Kurolew, ukryli się w pobliskim lesie gdzie doczekali nadejścia polskich wojsk.
Po zakończeniu działań wojennych został skierowany na kurs pilotów myśliwskich do Bydgoskiej Szkoły Pilotów, którą ukończył 10 maja 1921 roku. Został skierowany na szkolenie w Wyższej Szkole Pilotów w Ławicy. Po jego ukończeniu otrzymał 20 lipca 1921 roku przydział do 1 pułku lotniczego w Warszawie. W tym czasie rozpoczął również studia na Wydziale Prawa Uniwersytetu Warszawskiego.
7 lutego 1922 roku zginął podczas lotu służbowego na samolocie SPAD S.VII. Został pochowany na cmentarzu wojskowym na Powązkach (kwatera A14-7-28).

## Ordery i odznaczenia
Za swą służbę w polskim lotnictwie otrzymał odznaczenia:
- Krzyż Srebrny Orderu Wojskowego Virtuti Militari nr 8136 – pośmiertnie 27 lipca 1922[14],
- Krzyż Walecznych,
- Polowa Odznaka Obserwatora – pośmiertnie 11 listopada 1928 roku „za loty bojowe nad nieprzyjacielem w czasie wojny 1918-1920”[15].